# Giáo hoàng đối lập Anaclêtô II
Anacletus II (mất ngày 25 tháng 1 năm 1138) tên khai sinh: Pietro Pierleoni, là một giáo hoàng đối lập trị vì từ năm 1130 cho đến khi qua đời, trong sự ly giáo nhằm chống lại cuộc bầu cử gây tranh cãi của Giáo hoàng Innocent II.
Pietro có nguồn gốc Do Thái nhưng được sinh ra trong gia đình Pierleoni, một dòng họ đầy thế lực ở Rôma, là con trai của quan chấp chính Leoni. Pietro là con trai thứ hai với tham vọng sẽ giành được một sự nghiệp trong giáo hội. Ông học tại Paris và vào dòng Benedictine ở tu viện Abbey Cluny.
Sau đó, Pietro đến Rôma và giành được 1 vị trí quan trọng ở đây. Năm 1130, khi Giáo hoàng Honorius II đang hấp hối, các vị hồng y đã quyết định rằng họ sẽ ủy thác cuộc bầu cử cho một hội đồng gồm tám người dưới dự chủ trì của quan trưởng ấn Giáo hoàng là Haimeric, người đã vội vàng đưa ứng viên của mình là Hồng y Gregory Papareschi làm Giáo hoàng với tước hiệu Innocent II. Ông được thánh hiến vào ngày 14 tháng 2, một ngày sau cái chết của Honorius. Ngay ngày hôm đó, các vị hồng y khác tuyến bố rằng cuộc bầu cử Innocent không theo đúng giáo luật và đã chọn Hồng y Pietro Pierleoni, một trong số những gia đình ở Rôma. Phe ủng hộ Anacletus đã tập hợp tất cả mọi người chống lại quan chưởng ấn Haimeric khiến ông ta không còn đủ khả năng kiểm soát Rôma và "tân giáo hoàng" Innocent buộc phải chạy trốn về phía Bắc; Anacletus được tuyên bố là Giáo hoàng hợp pháp còn Innocent là Giáo hoàng giả .
Từ phía bắc dãy núi Alps, Innocent đã nhận được sự ủng hộ quan trọng của Thánh Bernard thành Clairvaux, Peter Venerable và những người cải cách danh tiếng khác giúp ông ta đạt được sự công nhận từ các triều đỉnh ở châu Âu như Hoàng đế Lothar III, Anacletus chỉ còn lại một vài đồng mình. Tuy vậy Anacletus là một ứng cử Giáo hoàng được đa số chấp nhận được vì vậy những tin đồn nhằm hạ bệ ông tập trung vào việc ông xuất thân từ một tín đồ Do thái. Trong số những người ủng hộ Anacletus có công tước William X xứ Aquitaine và Roger II của Sicilia, người được mệnh danh là "vua của Sicilia". Từ năm 1135 vị trí của Anacletus ngày càng suy yếu dần, nhưng sự ly giáo chỉ thực sự kết thúc với cái chết của ông vào năm 1138. Mặc dù khi đó Gregorio Conti đã được bầu làm Giáo hoàng với tước hiệu Victor IV. Nhưng ông này đã nhanh chóng quy phục Innocent. Innocent trở về Rôma và cai trị mà không vấp phải sự phản đối nào. Innocent II nhanh chóng triệu tập công đồng Lateran thứ hai năm 1139 nhằm tăng cường giáo lý của Giáo hội trong vấn đề cho vay nặng lãi, hôn nhân trong giới tăng lữ và các vấn đề khác.
Mặc dù gia đình Pierleoni vẫn chống lại Innocent và những người kế nhiệm ông, Anacletus anh trai của Giordano, sau đó trở thành người cầm quyền công xã Rômea đã tích cực chống đối những người kế nhiệm của Innocent trong thập niên tiếp theo.